# Federația Aeronautică Internațională
Federația Aeronautică Internațională (franceză și engleză Fédération Aéronautique Internationale – FAI) este autoritatea internațională în domeniul sporturilor aeronautic și astronautic. Sediul său este la Lausanne, Elveția. Aceste sporturi includ atât cele privind vehiculele cu echipaj uman, de la baloane până la nave spațiale, cât și fără echipaj, ca aeromodele și aeronave fără pilot.

## Istoric
FAI a fost înființată la conferința din Paris, 12–14 octombrie 1905, organizată în urma hotărârii Congresului Olimpic de la Bruxelles din 10 iunie 1905, care a stabilit înființarea unei asociații care „să reglementeze sportul aeronautic, (…) diferitele mitinguri aviatice și să promoveze progresul în știința și sportul aeronautic”. La conferință au participat reprezentanți din opt țări: Belgia (Aero Club Royal de Belgique, fondat în 1901), Franța (Aéro-Club de France, 1898), Germania (Deutscher Aero Club e.V.), Marea Britanie (Royal Aero Club, 1901), Italia (Aero Club d'Italia, 1904), Spania (Real Aero Club de España, 1905), Elveția (Aero-Club der Schweiz, 1900) și Statele Unite ale Americii (Aero Club of America, 1905).

## Activități
FAI este autoritatea internațională pentru următoarele activități: 
- Zbor acrobatic prin Comisia Internațională de Acrobație Aeriană (franceză Commission Internationale de Voltige Aerienne – CIVA)[4]
- Aeromodelism prin Comisia Internațională de Aeromodelism (franceză Commission Internationale d'Aero-Modelisme – CIAM)[5]
- Recorduri astronautice prin Comisia Internațională de Recorduri Astronautice (engleză International Astronautic Records Commission – ICARE)[6]
- Aerostație prin Comisia Internațională de Aerostație (franceză Commission Internationale de l'Aérostation – CIA)[7]
- Aviația generală prin Comisia pentru Aviația Generală (engleză General Aviation Commission – GAC)[8]
- Planorism prin Comisia Internațională de Planorism (engleză International Gliding Commission – IGC)[9]
- Deltaplanism și Parapantism prin Comisia Internațională de Zbor Liber (franceză Commission Internationale de Vol Libre – CIVL)[10]
- Avioane propulsate de forța musculară prin Comisia Internațională pentru Aeronave Construite de Amatori (franceză Commission Internationale des Aéronefs de Construction Amateur – CIACA")[11]
- Avioane ultraușoare și parașute cu motor prin Comisia Internațională de Microaviație (franceză Commission Internationale de Microaviation – CIMA)[12][13]
- Parașutism prin Comisia Internațională de Parașutism (engleză International Parachuting Commission – IPC )[14]
- Giravioane prin Comisia Internațională de Aviație Giro (franceză Commission Internationale de Giraviation – CIG)[15]

FAI stabilește standardele pentru recorduri în activitățile pe care le patronează. De asemenea, FAI organizează unele competiții internaționale, ca World Air Games și FAI World Grand Prix, și le supraveghează pe celelalte.